# いかにんじん
いかにんじんとは、福島県中通り北部の郷土料理である。

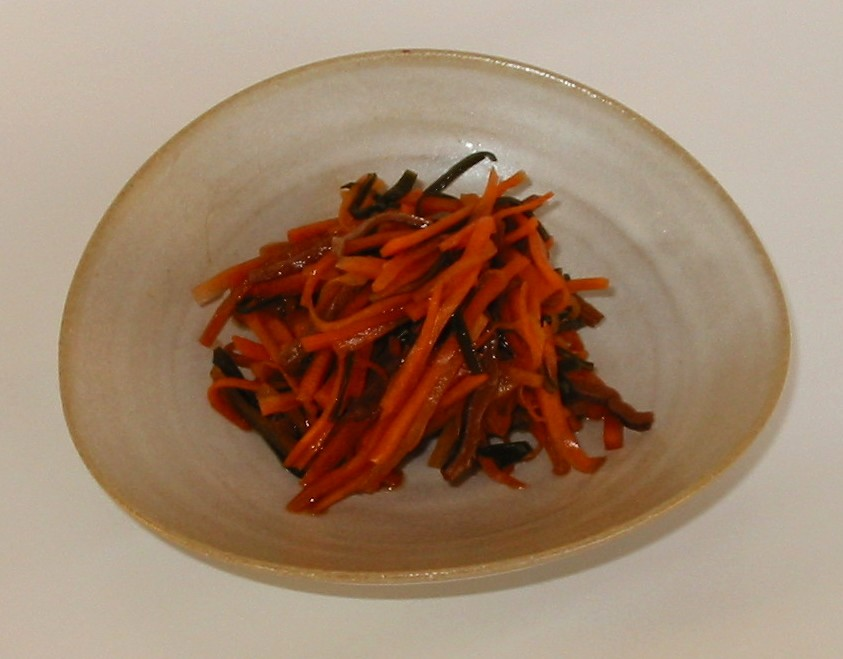
いかにんじん（昆布入り）

スルメとニンジンを細切りにし、醤油、日本酒、みりんなどで味付けする。各家庭で主に晩秋から冬にかけて作られ、おつまみ、おかずとして親しまれている。

## 松前漬けの原型説
一説には、1807年に蝦夷地（現在の北海道）松前藩が梁川藩に国替えになった際に、家臣がいかにんじんを知り、1821年に再度蝦夷地に国替えになったときに持ち帰って特産の昆布などを加え松前漬けを作ったといわれる。

## 町おこし
あまりにもシンプルな家庭料理であるため、もてなしの料理としては見られなかったいかにんじんだが、福島市出身のタレント佐藤B作がテレビで紹介したことをきっかけに、地元ではいかにんじんに注目し、地域の名物としてPRを始めた。B作の出身地である福島市内の飯坂温泉でも、各旅館が冬の食膳の一品として客に提供している。

## ポテトチップス
日本のスナック菓子メーカー、カルビーは福島県福島市（旧飯野町）出身の伊藤秀二社長のアイデアで「いかにんじん」の味わいを再現したポテトチップスを2016年5月9日に東北6県を含む11県限定で発売、好評を受け限定商品としては異例の再々販売を行ない話題となった。2017年夏には4度目の再発売が予定されている。